# Let's Eat Grandma
Let's Eat Grandma é um duo musical pop formado em 2013 pelas amigas de infância Rosa Walton e Jenny Hollingworth. Seu primeiro álbum, I, Gemini, foi lançado em 2013 pela Transgressive Records. Seu segundo álbum, I'm All Ears, foi lançado em 2018, e foi bem-recebido pela crítica. Let's Eat Grandma descreve sua música como "pop experimental de lodo".

## História
Ambas Rosa Walton e Jenny Hollingworth cresceram em Norwich, uma cidade no Leste da Inglaterra. Elas se conheceram na escola quando tinham quatro anos de idade, e começaram e criar músicas juntas aos treze. Elas originalmente criavam músicas de brincadeira, com suas primeiras criações intituladas "The Angry Chicken" (A Galinha Raivosa) e "Get That Leg Off the Banister" (Tire Esta Perna do Corrimão). O nome da banda vem de uma piada sobre gramática com a intenção de enfatizar a importância do uso da vírgula. Elas se tornaram membros na cena local de Norwich quando chamaram a atenção do músico Kiran Leonard, que mostrou seu trabalho a seu futuro agente.
Seu álbum de estreia, I, Gemini, é composto com canções que foram majoritariamente escritas por Rosa e Jenny quando eram mais novas. Essas canções incluem "Deep Six Textbook", que é sobre não ir às aulas, e "Eat Shiitake Mushrooms", que foi inspirada por alguns grafites que haviam visto enquanto caminhavam por Norwich. O álbum foi lançado pela Transgressive Records em 17 de junho de 2016, e recebeu críticas positivas da NME, The Guardian, e Pitchfork.
Seu segundo álbum de estúdio, I'm All Ears foi lançado em 29 de junho de 2018 e precedido pelos singles "Hot Pink", "Falling Into Me", "It's Not Just Me" e "Ava". I'm All Ears foi em geral aclamado por críticos de música, e venceu o prêmio de Álbum do Ano da Q.
Em 20 de setembro de 2021, o duo lançou um novo single, "Hall of Mirrors", acompanhado por um vídeo. Em novembro de 2021, elas anunciaram que seu terceiro álbum, Two Ribbons, seria lançado em abril de 2022 com 10 canções, e lançaram a faixa homônima e videoclipe no mesmo dia.

## Discografia

### Álbuns
| Álbum        | Detalhes                                                                     | Melhor posição nas tabelas musicais |
| Álbum        | Detalhes                                                                     | Reino Unido                         |
| ------------ | ---------------------------------------------------------------------------- | ----------------------------------- |
| I, Gemini    | - Data de lançamento: 17 de junho de 2016 - Gravadora: Transgressive Records | 149                                 |
| I'm All Ears | - Data de lançamento: 29 de junho de 2018 - Gravadora: Transgressive Records | 28                                  |
| Two Ribbons  | - Data de lançamento: 8 de abril de 2022 - Gravadora: Transgressive Records  | —                                   |

### Singles
| Single                   | Ano  | Álbum        |
| ------------------------ | ---- | ------------ |
| "Deep Six Textbook/Sink" | 2016 | I, Gemini    |
| "Eat Shiitake Mushrooms" | 2016 | I, Gemini    |
| "Rapunzel"               | 2016 | I, Gemini    |
| "Hot Pink"               | 2018 | I'm All Ears |
| "Falling Into Me"        | 2018 | I'm All Ears |
| "It's Not Just Me"       | 2018 | I'm All Ears |
| "Ava"                    | 2018 | I'm All Ears |
| "Hall of Mirrors"        | 2021 | Two Ribbons  |
| "Two Ribbons"            | 2021 | Two Ribbons  |

## Vídeos musicais
- "Deep Six Textbook" (2016)
- "Eat Shiitake Mushrooms" (2016)
- "Sax in the City" (2016)
- "Hot Pink" (2018)
- "It's Not Just Me" (2018)
- "Hall of Mirrors" (2021)
- "Two Ribbons" (2021)